# Црква Светих апостола Петра и Павла у Садберију
Црква Светих апостола Петра и Павла је православна црква у Садберију, граду канадске провинције Онтарио. Црква припада Епархији канадској која је органски део Српске православне цркве.

## Историјат цркве
Црква је саграђена и освећена 1964. године, када је у Садберију живело око 500 српских породица од којих су многи радили у рудницима у Садберију.
Цркву је осветио епископ Дионисије и црква је била под ингеренцијом ткз. „расколничке епархије” све до 1992. године када је почео процес измирења. Дошло је и до формалног уједињења 21. маја 2009. године када су, одлуком Светог архијерејског сабора, све парохије у Канади прешле под омофор Епархије канадске.
Број српских породица у Садберију које посећују парохију пао је на око 50 јер су се многи одселили у Торонто и Чикаго где су веће српске заједнице.
При цркви делује и Коло српских сестара „Краљица Марија” као и Српски центар (енгл. Serbian Hall).
Срби из овог краја се, у већини случајева, сахрањују на локалном гробљу Парк лон (енгл. Park Lawn Cemetery).

## Галерија
- Велики добротвори цркве (у средини се види војвода Доброслав Јевђевић)
- Градња цркве у Садберију
- Стара црно-бела фотографија цркве